# Őzike
Az Őzike újabb keletű névalkotás az őzike szóból.

## Gyakorisága
Az 1990-es években szórványos név, a 2000-es években nem szerepel a 100 leggyakoribb női név között.

## Névnapok
- március 16.[2]
- augusztus 5.[2]
- október 29.[2]